# Стахеев, Рудольф Николаевич
Рудольф Николаевич Стахеев — советский хозяйственный и политический деятель.

## Биография
Родился в 1940 году в Челябинске. Член КПСС.
В 1957—1959 гг. — ученик токаря в Челябинске.
В 1959—1962 гг. — военнослужащий Советской армии.
В 1965—1975 гг. — горнорабочий, машинист щита, машинист горновыемочных машин шахты «Абашевская 3-4».
В 1975—1995 гг. — бригадир очистной механизированной бригады шахты «Нагорная».
Избирался депутатом Верховного Совета СССР 11-го созыва. Делегат XXVI съезда КПСС.
Живёт в Новокузнецке.

## Награды
- Орден Ленина (1975)
- Орден Октябрьской Революции (1980)
- Орден Трудового Красного Знамени (1971)